# Audio Bullys
Gli Audio Bullys sono un gruppo musicale britannico di musica elettronica formatosi a Londra e attivo dal 2001.

## Formazione
- Simon Franks
- Tom Dinsdale (fino al 2012)

## Storia del gruppo
Guidati dal DJ George Lamb, hanno pubblicato l'album di debutto nel 2003, che ha avuto un buon successo raggiungendo la posizione #19 della Official Albums Chart. Due anni dopo è uscito Generation, secondo disco in studio. Realizzano la hit Shot You Down, che contiene un sample di Nancy Sinatra. Hanno collaborato con Suggs dei Madness per il brano This Road. Nel 2012 Dinsdale ha lasciato il gruppo, ma Franks ha dichiarato di aver intenzione di continuare a esibirsi con il nome Audio Bullys e di pubblicare nuovi lavori.

## Discografia

### Album studio
- 2003 - Ego War
- 2005 - Generation
- 2010 - Higher Than the Eiffel

### Raccolte
- 2003 - Back to Mine: Audio Bullys